# 斎藤隆介
斎藤 隆介（さいとう りゅうすけ、1917年1月25日 - 1985年10月30日）は、日本の児童文学作家。本名は隆勝（たかかつ）。
短編童話集『ベロ出しチョンマ』で、1968年に第17回小学館文学賞、『天の赤馬』で、1978年に第18回日本児童文学者協会賞、『ソメコとオニ』で、1987年に第10回絵本にっぽん賞を受賞。

## 来歴・人物
東京都生まれ。山本有三を慕って明治大学専門部文科（文芸科）に入学。在学中ゴーリキーの影響を受ける。卒業後、北海道新聞、秋田魁新報の記者を歴任。新聞記者のかたわら著作活動に入る。
秋田地方の方言、オノマトペをふんだんにちりばめた民話の体裁をとりながら、ほとんどは斎藤の創作童話である。当初は子供向けではなく、地元の教員や生徒の父母に向けた作品でありながら、画家滝平二郎の独特な挿絵、絵本化によって次第に有名な児童文学作家となる。滝平とは末永い創作活動を続けることとなる。

## 作風
単純で骨太な展開、生と死のはざまで揺れ動く主人公を描くことで、人間が根源的にもっている情念・情愛からほとばしる生への尽きぬエネルギーに満ちあふれている。一方、献身、自己犠牲といった説話くさい主題、表現で、発表当初から賛否両論を巻き起こしたものの、戦後の児童文学史上、童話および絵本の新分野を開拓し、民話絵本のブームを起こし、小学校の教科書にも取り上げられ、数々の業績を残した。斎藤の作風は主に古田足日をはじめ、神宮輝夫、今江祥智、藤田のぼるなどに強い影響を与えた。

## 主な作品
- 『八郎』（福音館書店） 1967 - 八郎潟

初出は1950年の秋北中学生新聞
- 『ベロ出しチョンマ』（理論社）1967、 のち角川文庫、フォア文庫

斉藤自身が、歌舞伎にもなった佐倉惣五郎の逸話を元にした創作であると語った物語。
- 『職人衆昔ばなし』（文藝春秋）1967、のち文庫、文春学藝ライブラリー
- 『職人衆昔ばなし 続』 （文藝春秋） 1968
- 『花さき山』（岩崎書店） 1969.1
- 『三コ』（福音館書店） 1969.8 - 三湖伝説
- 『ゆき』（講談社） 1969[2]、のち講談社文庫[3]、青い鳥文庫[4]。1981年に劇場アニメ化（監督：今井正）[5]
- 『町の職人』（文藝春秋） 1969
- 『立ってみなさい』（新日本出版社） 1969、のち講談社文庫
- 『半日村』（学習研究社『2年の学習臨時増刊 / 読み物特集号』 1969[6]）、のち岩崎書店 1980.1
- 『ちょうちん屋のままッ子』（理論社） 1970、のち角川文庫 - 1971年第18回産経児童出版文化賞受賞
- 『まけうさぎ』（新日本出版社） 1971.1
- 『モチモチの木』（岩崎書店） 1971.11

1972年、岡本忠成により映像化
- 『ひさの星』（岩崎書店） 1972.1
- 『でえだらぼう』（福音館書店） 1972
- 『かまくら』（講談社） 1972
- 『ケチ六』（あかね書房） 1975
- 『火』（岩崎書店） 1975
- 『火を噴く山』（新日本出版社） 1977
- 『冬の夜ばなし』（新日本出版社） 1977
- 『雪の夜がたり』（新日本出版社） 1977
- 『天の赤馬』（岩崎書店） 1977、のちフォア文庫
- 『ショーンのネズミ』（講談社） 1977[7]
- 『天の笛』（佼成出版社） 1978
- 『わらの馬』（講談社） 1979
- 『ひとりの正月』（佼成出版社） 1979
- 『天に花咲け』（新日本出版社） 1981
- 『ふき』（講談社） 1981
- 「斎藤隆介全集」全12巻（岩崎書店） 1982

1. 『八郎・モチモチの木（短編童話1）』（解説・古田足日）
2. 『花咲き山・ひさの星（短編童話2）』（解説・鳥越信）
3. 『虹の橋・桔梗の花（短編童話3）』（解説・滝平二郎）
4. 『ケチ六・火を噴く山（短編童話4）』（解説・関英雄）
5. 『ちょうちん屋のままッ子（長編童話1）』（解説・小西正保）
6. 『ゆき（長編童話2）』（解説・神宮輝夫）
7. 『天の赤馬（長編童話3）』（解説・藤田のぼる）
8. 『職人昔ばなし（ノンフィクション1）』（解説なし）
9. 『続職人昔ばなし（ノンフィクション2）』（解説・江國滋）
10. 『町の職人（ノンフィクション3）』（解説・山本夏彦）
11. 『日本のおばあちゃん（ノンフィクション4）』（解説・松谷みよ子）
12. 『春の声・寒い母（大人の童話）』（解説・今江祥智）

- 『火の鳥』（岩崎書店） 1982.1
- 『猫山』（岩崎書店） 1983
- 『ひばりの矢』（岩崎書店） 1985.11
- 『ユとムとヒ』（岩崎書店） 1986.9
- 『ソメコとオニ』（岩崎書店） 1987.7
- 『かみなりむすめ』（岩崎書店） 1988.7
- 『斎藤隆介童話集』（角川春樹事務所、ハルキ文庫） 2006